# Mainstream Publishing
Mainstream Publishing – brytyjskie wydawnictwo założone w 1978 w Edynburgu. Od 2005 roku 50% udziałów należy do Random House. Wydawnictwo posiada biura w Edynburgu i Londynie oraz filię w Dublinie.